# Фінансовий капітал
Фінансовий капітал — гроші, які використовуються підприємцем та бізнесом, щоб купувати те, із чого вони планують зробити свої товари або чим вони надають послуги. Фінансовим капіталом також можуть називатись ті сектори економіки, які засновані на операціях з фінансовим капіталом, тобто роздрібний, корпоративний, інвестиційно-банківський і т.д.
Фінансовий капітал може бути як своїм, так і запозиченим.
Р. Ґільфердинг, у праці «Фінансовий капітал» зазначив, що фінансовий капітал є грошовим капіталом і має форму руху останнього Г-Г' («становить гроші, що дають гроші») [2].

## Поняття фінансового капіталу
Термін «фінансовий капітал» з'явився в XVI-XVII ст., тобто в період становлення ринкової системи господарювання. Із самого початку свого виникнення фінансовий капітал розглядався як грошовий капітал і різні фінансові зобов'язання. Ширшого розповсюдження термін «фінансовий капітал» одержав наприкінці XIX – початку XX ст. у зв'язку з об'єктивними процесами, які відбувалися в економіках найбільш розвинених країн світу. Цей період характеризувався значним ростом промисловості, утворенням великих акціонерних підприємств, картелів, концернів, трестів, тобто підприємницьких структур, які вимагають великих обсягів коштів для свого поступального розвитку. Паралельно з цими процесами в банківських установах відбувалося значне нагромадження грошового капіталу, формувався повноцінний фінансовий ринок, здатний забезпечити ефективний рух капіталів між галузями, регіонами і країнами.